# Équipe d'Allemagne féminine de kayak-polo
L'équipe d'Allemagne féminine de kayak-polo est l'équipe féminine qui représente l'Allemagne dans les compétitions majeures de kayak-polo.
Elle est constituée par une sélection des meilleures joueuses allemandes.
Actuellement vice-championne du monde, elle compte à son palmarès trois titres de champion du monde (en 2000, 2004, 2006), deux titres de vice-champion du monde (en 2002 et 2008, quatre titres de champion d'Europe (1995, 1999, 2003 et 2007) et deux titres de vice-champion d'Europe (2001 et 2005).

## Joueuses actuelles
Sélection pour les Championnats d'Europe de kayak-polo 2007
| Numéro | Nom               | Club | Date de naissance |
| ------ | ----------------- | ---- | ----------------- |
| 1      | Ina Bauer         |      |                   |
| 16     | Alexandra Bonk    |      |                   |
| 40     | Margret Neher     |      |                   |
| 19     | Manegold Tanja    |      |                   |
| 27     | Lenz Tonie        |      |                   |
| 62     | Regina Weinberger |      |                   |

## Palmarès
Parcours aux championnats d'Europe
- 1995 :  Médaille d'or
- 1997 :  Médaille de bronze
- 1999 :  Médaille d'or
- 2001 :  Médaille d'argent
- 2003 :  Médaille d'or
- 2005 :  Médaille d'argent
- 2007 :  Médaille d'or
- 2009 : 5e
- 2011 :  Médaille de bronze

Parcours aux championnats du Monde
- 1994 : 4e
- 1996 :  Médaille d'argent
- 1998 : 4e
- 2000 :  Médaille d'or
- 2002 :  Médaille de bronze
- 2004 :  Médaille d'or
- 2006 :  Médaille d'or
- 2008 :  Médaille d'argent
- 2010 :  Médaille d'argent